# شفیق الوزان
شفیق الوزان (عربی: شفيق الوزان؛ ۱۶ ژانویهٔ ۱۹۲۵ – ۸ ژوئیهٔ ۱۹۹۹) سیاست‌مدار اهل لبنان بود. وی از ۲۵ اکتبر ۱۹۸۰ تا ۳۰ آوریل ۱۹۸۴ نخست‌وزیر این کشور بود.
شفیق الوزان در ۸ ژوئیه ۱۹۹۹، در سن ۷۴ سالگی بر اثر سکته قلبی درگذشت.